# Catedral de San José (Jefferson City)
La Catedral de San José  (en inglés: Cathedral of Saint Joseph) es la Iglesia Madre de la diócesis de Jefferson City, Misuri en Estados Unidos. La catedral sirve como la iglesia parroquial para el Obispo, que actualmente es el Reverendísimo John R. Gaydos, el tercer obispo de Jefferson City. La catedral se encuentra en un sitio de 25 acres (100.000 m²), que también incluye un monasterio carmelita, el  Centro Memorial Católico  Alphonse J. Schwartze, la escuela de la Catedral de San José, y Las oficinas de la parroquia San José, que eran un convento que albergaba a las Hermanas de la Misericordia. El pastor actual es el Reverendo Monseñor Robert A. Kurwicki.
La Diócesis de Jefferson City era una nueva diócesis en el estado de Misuri que se creó en 1956 a partir del territorio desmembrado de la archidiócesis de St. Louis, la Diócesis de Kansas City, y la Diócesis de San José.
La primera misa se llevó a cabo en la medianoche del 25 de diciembre de 1968. El 27 de diciembre de 1968, el obispo Marling pidió al Papa Pablo VI que declarara que la nueva iglesia iba a ser la nueva catedral de la Diócesis. En ese momento, se sustituyó a la catedral de San Pedro, que volvió a ser parroquia. A pesar de ser completado en 1968, la dedicación formal de la catedral no tuvo lugar hasta el 5 de mayo de 1974.

## Véase también

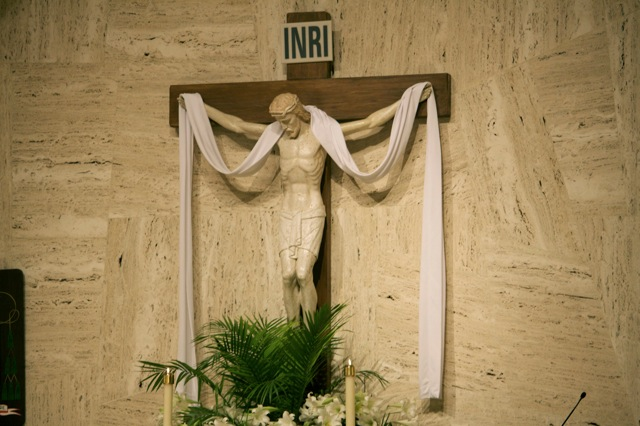
Vista interna